# Film gangsterski

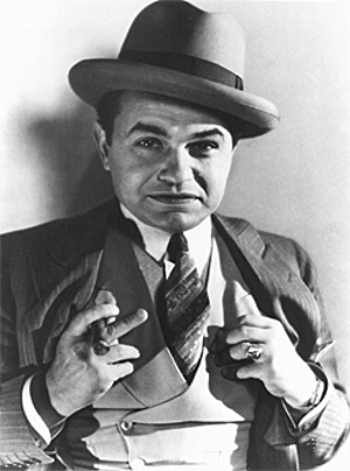
Edward G. Robinson w filmie Mały Cezar

Film gangsterski – ukształtowany w latach 30. XX wieku gatunek filmowy opowiadający o losach gangsterów i przestępców, najczęściej rozgrywających się w Stanach Zjednoczonych w okresie prohibicji.
Do podstawowych schematów kina gangsterskiego należy m.in. opowieść o karierze gangstera i jego upadku lub historia śmiałego napadu, rywalizacja gangów, oskarżenie niewinnego człowieka o zbrodnię, opis losów dwóch przyjaciół z dzieciństwa, którzy inaczej budują swoje życie, lecz pozostają sobie bliscy, postać emerytowanego gangstera; bardzo rzadko pojawia się też schemat nawróconego przestępcy. Biografie bohaterów filmu gangsterskiego zawierają często trudne dzieciństwo w biedzie i zaniedbaniu, które postacie te próbują często sobie zrekompensować. Filmowy gangster najczęściej unika kobiet, ucieka od udomowienia i ogranicza się przeważnie jedynie do przelotnych związków. Akcja rozgrywa się zazwyczaj w mieście, ukazanym jako przestrzeń wypełniona złem, zepsuciem i korupcją, ściągająca zgubę na bohaterów. Akcja filmu kończy się najczęściej śmiercią głównego bohatera. Do typowych elementów takiego kina należą nocne kluby, samochody, telefony, ciemne ulice i duże znaczenie broni w życiu bohaterów.

## Historia gatunku
Pierwszym filmem gangsterskim był Mały Cezar (Mervyn LeRoy, 1930), chociaż gatunek poprzedzały m.in. Napad na ekspres (Edwin Porter, 1903), Dziewczyna i gangster (1914), Ludzie podziemni (Joseph von Sternberg, 1927) oraz Romans z podziemia (1929). W latach 30. filmy gangsterskie powstawały bardzo licznie, przy czym najlepsze z nich tworzyła wytwórnia Warner Brothers, zatrudniająca ekspertów od tematyki gangsterskiej, w tym dziennikarzy specjalizujących się w takich zagadnieniach. W tamtym okresie pojawiły się filmy, które ukształtowały gatunek: Mały Cezar, Wróg publiczny i Człowiek z blizną. Pierwszy z tych filmów stworzył wzorzec bohatera pyszałkowatego i bezwzględnego, opanowanego pragnieniem awansu do wyższych sfer, ekstrawaganckiego w ubiorze, często palącego cygaro; wzorzec ten realizowano w kolejnych filmach tego okresu na serio (Szybko zarobione pieniądze, 1931, Mroczny hazard 1934 czy Kid Galahad 1937) lub w tonacji komediowej (Mały olbrzym z 1933 i Lekki przypadek morderstwa). Wróg publiczny wytworzył natomiast wzorzec bohatera żywotnego, chętnie korzystającego z życia, realizowany m.in. w filmach Aniołowie o brudnych twarzach i Pożeracz serc (1933). Pod koniec lat 30. pojawia się też taka odmiana kina gangsterskiego, w którym społeczeństwo obarczane jest winą za wytworzenie zbrodni. W rolach gangsterów wyspecjalizowali się we wczesnej fazie rozwoju gatunku Edward Robinson, James Cagney, Paul Muni oraz Humphrey Bogart.

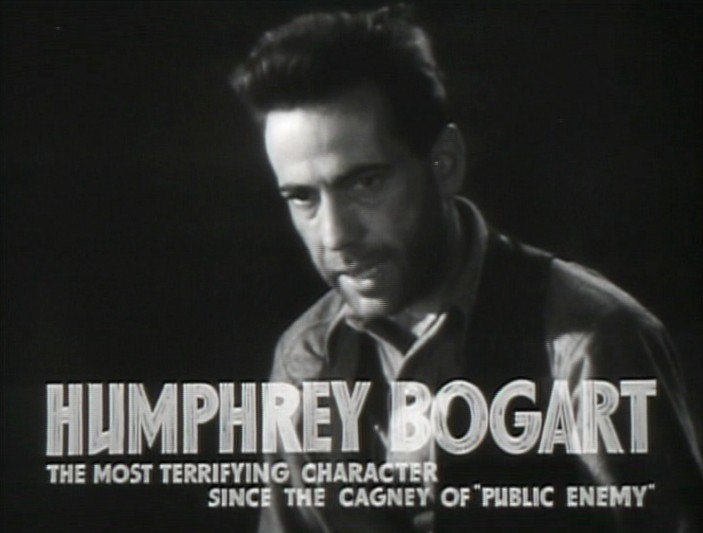
Humphrey Bogart w filmie Skamieniały las

W kolejnych latach kino gangsterskie łączyło się z filmem noir; do takich produkcji należą m.in. Zabójcy (1946) Roberta Siodmaka, Bannion Fritza Langa oraz Asfaltowa dżungla (1950) Johna Hustona.
Lata 50. były okresem, w którym powstawały filmy gangsterskie interesujące się przede wszystkim organizacjami przestępczymi i ich strukturą, a także przedstawiające portrety dawnych gangsterów z czasów prohibicji (m.in. Johna Dillingera w Umierałem tysiące razy, Lestera Gillsa w Baby Face Nelson oraz Ala Capone w filmie Richarda Wilsona). Okres ten historycy nazywają epoką sentymentalizmu kina gangsterskiego, jako że bohaterom przypisywana jest głęboka emocjonalność i silne potrzeby uczuciowe skrywane pod maską brutalności.

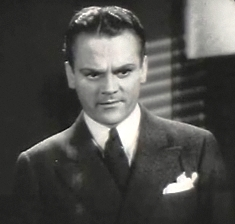
James Cagney

W latach 60. pojawili się twórcy nadający skonwencjonalizowanemu gatunkowi silne rysy indywidualne, byli to m.in. Martin Scorsese, Arthur Penn, Francis Ford Coppola oraz Sam Peckinpah. Film gangsterski zaczął też wtedy korzystać z koloru, który stał się ważnym środkiem ekspresji, m.in. w filmach Ulice nędzy (intensywne barwy, tworzące nastrój nierealności) czy Zbieg z Alcatraz (zmiana tonacji kolorystycznej odzwierciedla odradzanie się bohatera). Chętnie eksploatowane były wtedy filmy biograficzne o dawnych gangsterach, pojawiły się także w tamtym okresie filmy opowiadające o młodzieżowych gangach motocyklowych (m.in. Dzikie anioły, Okrutna siódemka i Gangster w mini-spódniczce).
W latach 70. wielki sukces odniósł film Ojciec chrzestny i jego kontynuacja, co przyczyniło się do wzrostu zainteresowania gatunkiem. Coraz częściej jednak w latach 70. i 80. gatunek ulegał przemieszaniu z innymi gatunkami (np. z filmem kung-fu w Wielkiej drace), dochodziło do niszczenia konwencji (np. Gloria Johna Cassavatesa) czy parodii (Honor Prizzich). Film gangsterski mógł być też wykorzystywany w celu złożenia hołdu przeszłości, jak stało się np. w filmach Dawno temu w Ameryce Sergia Leone i Człowiek z blizną Briana De Palmy.
W latach 90. pojawiły się m.in. takie filmy gangsterskie jak Pulp Fiction Quentina Tarantino, Kasyno Martina Scorsese i Donnie Brasco Mike’a Newella. Natomiast początek XXI wieku to m.in. Traffic Stevena Soderbergha i Blow Teda Demme’ago, opowiadające o handlu narkotykami oraz film Wrogowie publiczni Michaela Manna o czasach Dillingera.